# Västerstad
Västerstad est une localité de la Suède située à proximité d'Hörby.

## Sources
- (sv) Cet article est partiellement ou en totalité issu de l’article de Wikipédia en suédois intitulé « Västerstad » (voir la liste des auteurs).